# Kabinet van Noord-Korea
Het Kabinet is volgens artikel 117 van Kim Il-sungs Grondwet het bestuurlijk en uitvoerend lichaam van de hoogste staatsmacht van de Democratische Volksrepubliek Korea en het orgaan dat verantwoordelijk is voor de algehele staatsadministratie. Volgens artikel 118 is het samengesteld uit de premier, vicepremiers, voorzitters, ministers en "andere leden als vereist". Het Kabinet heeft een mandaat van vijf jaar.

## Kabinetssamenstelling van de Democratische Volksrepubliek Korea
- Bijgewerkt tot 28 augustus 2020.

| Ambt                                                             | Persoon        |
| ---------------------------------------------------------------- | -------------- |
| Premier                                                          | Kim Tok-hun    |
| Vicepremiers                                                     | Ro Tu-chol     |
| Vicepremiers                                                     | Im Chol-ung    |
| Vicepremiers                                                     | Ri Ju-o        |
| Vicepremiers                                                     | Ri Ryong-nam   |
| Vicepremiers                                                     | Jon Kwang-ho   |
| Vicepremiers                                                     | Tong Jong-ho   |
| Vicepremiers                                                     | Ko In-ho       |
| Minister van Buitenlandse Zaken                                  | Ri Son-gwon    |
| Minister van Financiën                                           | Ki Kwang-ho    |
| Minister van Volksgezondheid                                     | O Chun-bok     |
| Minister van Onderwijs                                           | Choe Sang-gon  |
| Minister van Cultuur                                             | Pak Chun-nam   |
| Minister van Arbeid                                              | Yun Kang-ho    |
| Minister van Handel                                              | Kim Kyong-nam  |
| Minister van Buitenlandse Handel                                 | Kim Yong-jae   |
| Minister van Stedelijk Beheer                                    | Kang Yong-su   |
| Minister van Landbouw                                            | Ko In-ho       |
| Minister van Bosbouw                                             | Han Ryong-guk  |
| Minister van Visserij                                            | Song Chun-sop  |
| Minister van Kolenindustrie                                      | Mun Myong-hak  |
| Minister van Mijnindustrie                                       | Ryom Chol-su   |
| Minister van Olieindustrie                                       | Ko Kil-son     |
| Minister van Metaalindustrie                                     | Kim Chung-gol  |
| Minister van Machinebouwindustrie                                | Yang Sun-hHo   |
| Minister van Chemische Industrie                                 | Jang Kil-ryong |
| Minister van Lichte Industrie                                    | Choe Il-ryong  |
| Minister van Lokale Industrie                                    | Jo Yong-chol   |
| Minister van Elektronische Industrie                             | Kim Jae-song   |
| Minister van Elektrische Energie                                 | Kim Man-su     |
| Minister van Kernenergie                                         | Wang Chang-uk  |
| Minister van Bouw en Bouwmaterialen                              | Pak Hun        |
| Minister van Constructiecontrole                                 | Kwon Song-ho   |
| Minister van Land en Milieubehoud                                | Kim Kyong-jun  |
| Minister van Voedselverstrekking                                 | Mun Ung-jo     |
| Minister van Spoorwegen                                          | Jang Hyok      |
| Minister van Land- en Zeetransport                               | Kang Jong-gwan |
| Minister van Scheepsbouw                                         | Kang Chol-gu   |
| Minister van Post en Telecommunicatie                            | Kim Kwang-chol |
| Minister van Sport                                               | Kim Il-guk     |
| Minister van Consumentengoederen                                 | Ri Kang-son    |
| Minister van Ontwikkeling van Natuurlijke Hulpbronnen            | Kim Chol-su    |
| President van de Academie van Wetenschappen                      | Jang Chol      |
| President van de Centrale Bank                                   | Kim Chon-gyun  |
| Directeur Centraal Bureau Statistiek                             | Choe Sung-ho   |
| Directeur van het Bureau van Toezicht op het Bosbouwbeleid       | Kim Kyong-jun  |
| Voorzitter van de Staatscommissie voor Wetenschap en Technologie | Ri Chung-gil   |
| Voorzitter van de Onderwijscommissie                             | Kim Sung-du    |
| Voorzitter van de Commissie voor Staatsplanning                  | Ro Tu-chol     |
| Eerste Secretaris van het Kabinet                                | Kim Yong-ho    |